# Castelli del deserto

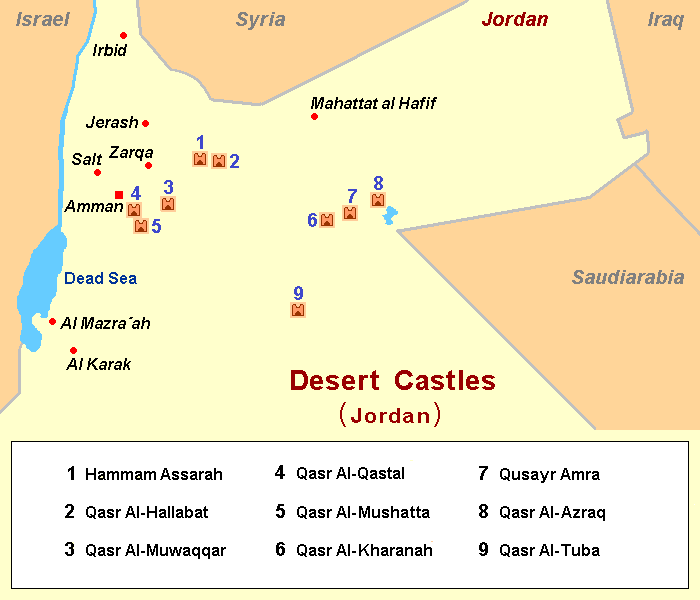
La localizzazione dei Castelli del Deserto

Con il nome Castelli del Deserto sono conosciuti tre castelli della Giordania, due dei quali costruiti nell'VIII secolo dagli Omayyadi nei pressi dell'attuale confine con l'Iraq. I tre castelli sono, in ordine di vicinanza rispetto ad Amman: il Castello di Haraneh, il Castello di Amra e il Castello del Walid. I tre castelli erano più palazzi che fortezze vere e proprie, poiché gli Omayyadi erano stati in origine mercanti beduini e volevano apparire come "principi del deserto" agli occhi dei beduini, loro preziosi alleati. Tuttavia gli Omayyadi costruirono solo due di questi tre castelli, come detto, poiché il terzo fu costruito verso il I secolo a.C., quando i Romani conquistarono la Giordania guidati da Pompeo; il castello fu successivamente abbandonato e intorno all'VIII secolo ricostruito dagli Omayyadi. Tuttavia, spesso con il termine Castelli del deserto si fa riferimento ad un sito più ampio, che comprende:
- Qasr Al-Qastal, circa 25 km a sud di Amman
- Qasr Al-Muwaqqar, circa 30 km a sud di Amman
- Qasr Mshatta, circa 35 km a sudest di Amman
- Qasr Hammam Assarah, circa 55 km a nordest di Amman
- Qasr al-Hallabat, circa 60 km a nordest di Amman
- Qasr al-Kharana, circa 65 km a est di Amman
- Qusayr Amra, circa 85 km a est di Amman
- Qasr Tuba, circa 95 km a sudest di Amman
- Qasr Azraq, circa 100 km a est di Amman

## I Castelli del Deserto

### Castello di Haraneh

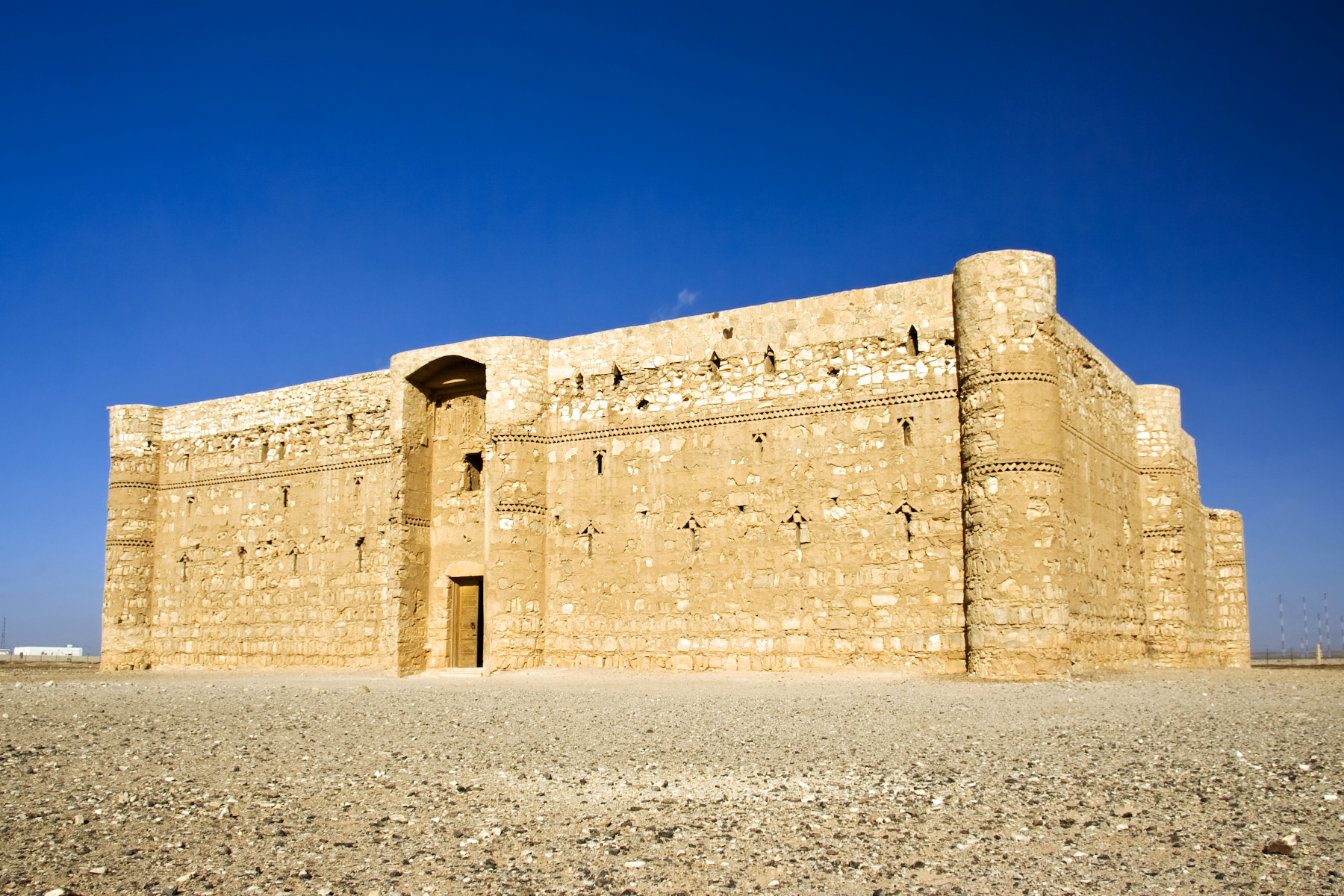
Il Castello di Kharana fu costruito per essere il palazzo del "principe dei beduini"

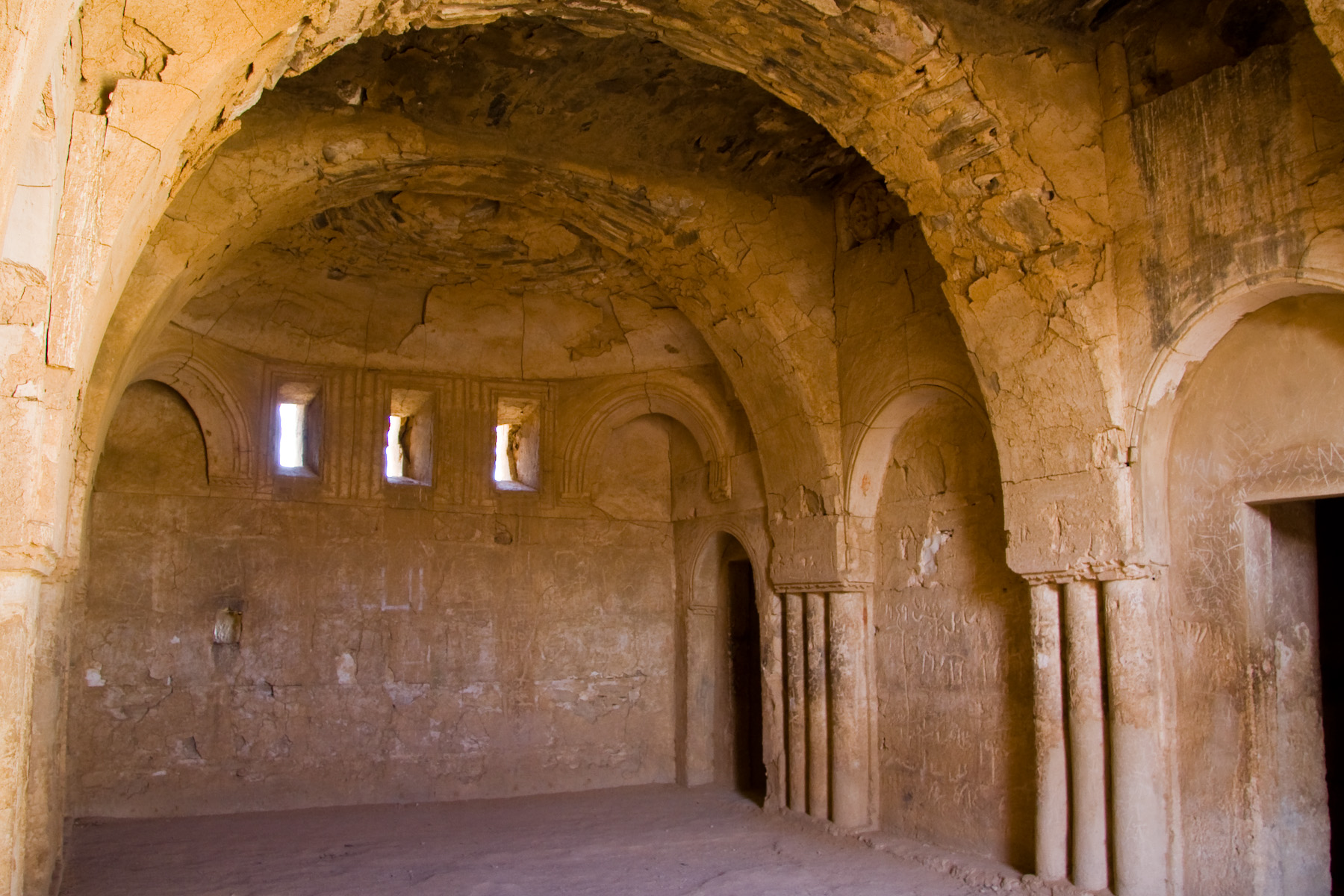
Nella sala del trono del castello l'architetto lasciò un'iscrizione nella quale diceva che aveva costruito il palazzo nel 710 per ordine del califfo al-Walid I

Il Castello di Kharana (in Arabo قصر ﺍﻟﺨﺮانة) fu costruito dagli Omayyadi prima del Castello di Amra, che simboleggia i tre, nell'VIII secolo. Dopo che ʿUthmān ibn ʿAffān ebbe spostato la capitale del nascente Stato islamico da Medina a Damasco, gli Omayyadi sentirono la necessità di costruire palazzi al di fuori della città siriaca, per dimostrare ai capi beduini di essere beduini anch'essi, pur rimanendo i sovrani incontrastati del nascente Impero.
Gli Omayyadi costruirono oltre trenta castelli soprattutto in Giordania, terra molto vicina alla sede del loro potere: il Castello di Haraneh fu uno dei primi ad essere eretti.
Non sappiamo quale architetto costruì il palazzo poiché questi non lasciò alcuna scritta per essere ricordato. Certo il suo fu un lavoro non facile, poiché dovette costruire il castello con le pietre del deserto, quelle che trovava, facendo lavorare i suoi operai sotto un sole cocente. Il progetto era tuttavia molto semplice: il castello si sarebbe retto su quattro pilastri per facciata e, poiché solo le stanze al secondo piano erano riservate ai sovrani, egli pensò di non curare troppo i dettagli nel primo, costruito unicamente per la servitù.
Come detto, l'architetto lasciò un'iscrizione nella stanza del trono, dove i sovrani concedevano udienze, nella quale non diceva il suo nome, ma soltanto che il castello era stato costruito nel corrispondente 710 per ordine del principe al-Walid figlio di Abd al-Malik.
Per come si presenta, il palazzo sembra una sorta di fortino eretto nella badia con delle feritoie sulle prime tre facciate. In realtà quelle che potrebbero essere scambiate per feritoie sono solo finestre piccole, pensate per non far passare la sabbia, il sole cocente e il vento; infatti esse sono leggermente incurvate all'interno affinché il vento, che trasporta la sabbia, non possa andare dritto e, urtando le pareti, possa invece far cadere la sabbia.
Come la maggior parte delle costruzioni arabe, anche questa ha un cortile interno, non visibile dall'esterno, una facciata interna, un porticato, un balcone al secondo piano e le colonne di legno. Stranamente l'architetto non pensò di mettere una fontana nel cortile, come invece è stato quasi sempre fatto per tutte le ricche costruzioni degli Omayyadi. Una novità sono invece i pilastri separati, presi probabilmente dalle antiche costruzioni bizantine.
Gli Omayyadi venivano nel Castello di Kharana soprattutto per cacciare volpi e conigli e per ricevere i capi beduini, che, come è stato più volte detto, erano per loro alleati essenziali. Probabilmente questi non si fermavano nel castello per passare la notte, bensì montavano le loro tende in lana di capra vicino al pozzo esterno, unico presente nell'arco di circa sessanta chilometri, e lì dormivano.
Il castello fu usato solo per quaranta anni, poiché nel 750, dopo la caduta degli Omayyadi di Damasco, divenne un alloggio per le carovane, ma poi il pozzo si prosciugò ed anche i beduini lo abbandonarono. I fuochi dei beduini, che accendevano la sera per ripararsi dal freddo, qui come negli altri due castelli, hanno danneggiato molto la pietra del castello, restaurata solo molto tempo dopo dalla sua riscoperta nel Novecento.

### Castello di Amra

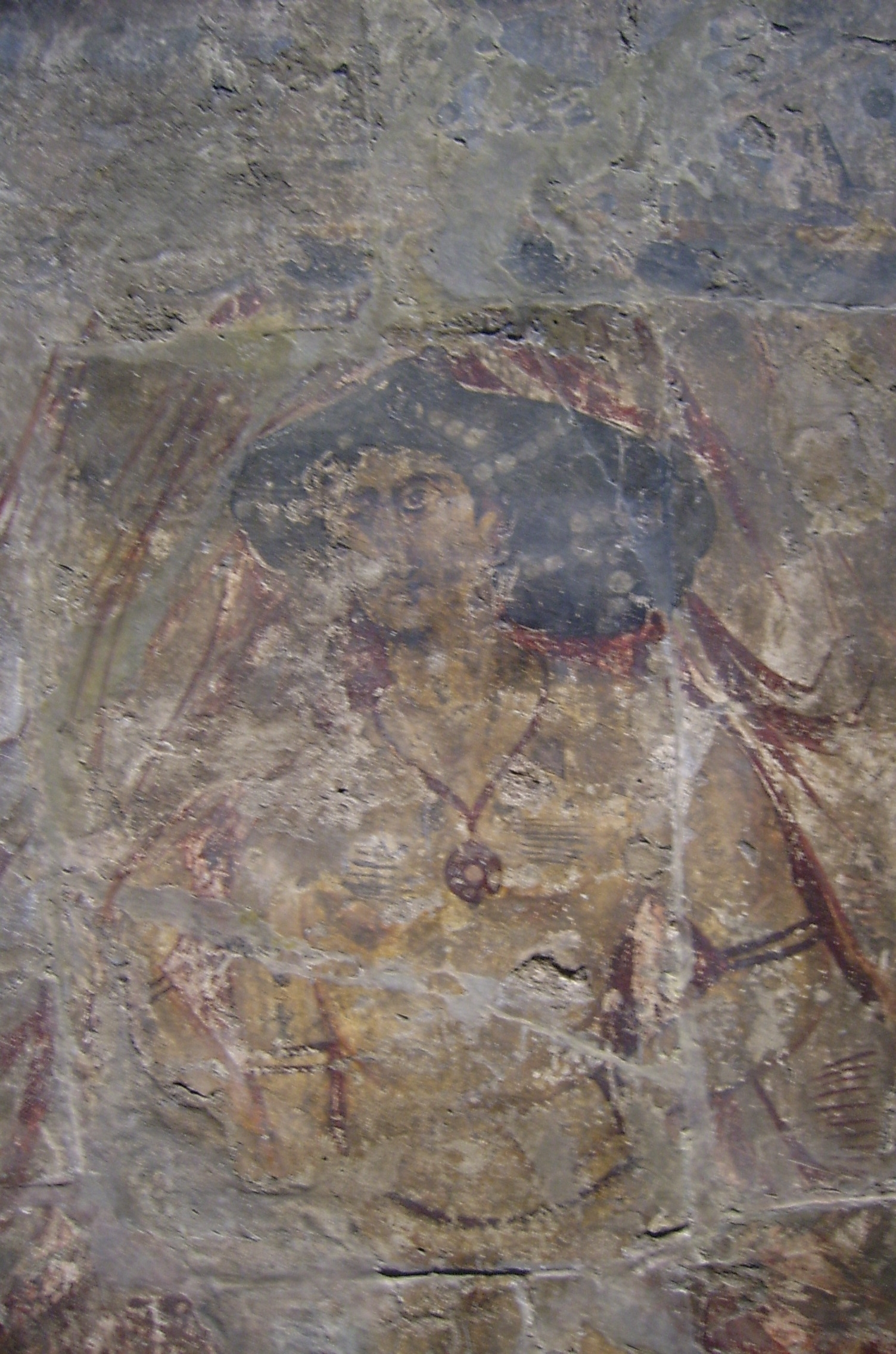
Il Castello di Amra è conosciuto per le sue pitture, raffiguranti soprattutto donne nude o seminude intente a fare il bagno

Il Castello di Amra è il più famoso dei tre, pur essendo il più piccolo. Nel 1985 è stato inserito tra Patrimoni dell'Umanità dell'UNESCO, diventando assieme a Petra il primo monumento della Giordania ad entrare nella prestigiosa lista.
Del castello non rimane molto, poiché nella zona, vicinissima all'Iraq, si creano continuamente piccole trombe d'aria, le quali hanno seppellito gran parte del monumento. Gli scavi hanno permesso di riportare alla luce il pozzo, profondo oltre quaranta metri, e alcune stanze contenenti gli affreschi più vari e provocatori per la cultura islamica, che vieta di raffigurare esseri umani o animali.
Nel bagno sono presenti donne nude intente a lavarsi sotto la protezione di un angelo, che scaccia un guardone. È il bagno la stanza più particolare di questo castello, in quanto dai ritrovamenti si è supposto che i servi buttassero acqua sul pavimento, accendessero un fuoco per riscaldarla e generare così vapore. Alcuni fori sul soffitto avrebbero permesso di far uscire il vapore.
Nella stanza principale del palazzo si trova l'affresco più importante a detta degli studiosi: suonatori di flauto si alternano a danzatrici vestite di abiti sontuosi. A detta di questi stessi studiosi il soggetto principale dell'affresco sarebbe stato l'amante o forse la moglie del principe che ordinò la costruzione del palazzo; ella è raffigurata a petto nudo e con lineamenti mascolini.
Poco sappiamo della storia del castello: fu costruito nell'VIII secolo dagli Omayyadi, come il Castello di Haraneh, e molto probabilmente fu abbandonato dai sovrani nel 750, poi usato come riparo per i beduini, che con i loro fuochi hanno danneggiato i mosaici, ed infine riscoperto nel corso del Novecento.

### Castello del Walid

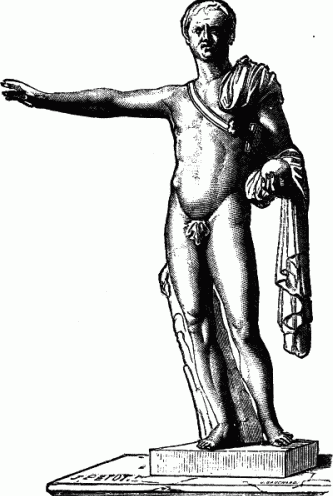
Pompeo guidò i Romani in Giordania, conquistando la regione nel 63 a.C. Il Castello fu eretto per proteggere le nuove conquiste

A differenza degli altri due palazzi il Castello del Walid era stato costruito proprio per essere una fortezza. Giunti i Romani in Giordania nel 63 a.C., questi sentirono la necessità di proteggere le poche oasi della regione con delle fortezze.
Il Castello del Walid fu costruito nel I secolo a.C., probabilmente dopo la morte di Pompeo, il generale che aveva sottomesso questa terra, utilizzando soprattutto basalto, una roccia molto dura e difficile da lavorare. È in basalto persino la porta con i suoi cardini.
Partendo dal castello, i Romani costruirono una lunga strada che portava sino in Siria, erigendo fortezze qua e là per proteggere il traffico commerciale, sempre vivo dai tempi dei Nabatei, e per custodire i reparti dell'esercito. Nel Castello del Walid erano presenti diverse camerate per i soldati e c'era un pozzo profondo e fornito di molta acqua (ancora oggi se ne trova un po'), collocato vicino a dove oggi sorge una moschea senza minareto.
La fortezza aveva ampi magazzini e stalle con mangiatoie per i cavalli e per i cammelli; queste mangiatoie sono state ricavate dal basalto, mentre i muri delle stalle sono stati costruiti con pietre non squadrate, attaccate da una sorta di cemento.
Nell'VIII secolo i sovrani Omayyadi ne fecero una loro roccaforte, prima, ed un palazzo, poi. L'edificio fu abbandonato, come gli altri due, nel 750, ma, a differenza di questi, la resistenza del basalto spinse i Crociati a farne una loro roccaforte, poi espugnata dai soldati di Saladino.
Ne I sette pilastri della saggezza Lawrence d'Arabia, che era stato mandato in Giordania durante la rivolta degli Arabi (1917) contro gli Ottomani, racconta di aver passato molto tempo nel Castello del Walid e ne descrive la struttura. Lawrence si rallegrò soprattutto della resistenza dell'antica porta di basalto, lodandola nel suo libro. Un suo ritratto è conservato nella stanza del castello nella quale si dice abbia dormito.